# 生田望美
生田 望美（いくた のぞみ、1991年11月30日 - ）は、日本のAV女優。HRSエンターテインメント所属。

## 略歴
2022年にAVデビュー。

## 人物
- 趣味：カフェ巡り、旅行
- 特技：ヨガ

## アダルトDVD
- モデル級の黄金比 身長167cm 股下87cm洗練されたオトナの麗脚【ハイエンドレッグ】恵比寿OL 生田望美（25）AV DEBUT（7月29日、プレステージ）

- 初撮り人妻ドキュメント 成島さとみ（2月2日、センタービレッジ）
- 浮気がバレた絶倫ヤリチン夫を説教しにきた嫁の親友 成島さとみ（8月15日、VENUS）
- 義父に中出しされて本当のセックスを知り快感極まる息子の嫁 成島さとみ（9月26日、VENUS）
- 社長秘書 被虐の熟成解禁（10月3日、アタッカーズ）
- マッチングアプリでゲットした人妻は学生時代の超一軍女子…露骨に嫌な顔してるけどパンツの中はヌレヌレで欲求不満が隠せない 成島さとみ（11月28日、VENUS）

- 極上！！三十路奥さま初脱ぎAVドキュメント 深山あおい（5月7日、熟女JAPAN）
- ママ友喰い無限ループ vol.40 望美 良いオンナ認定スレンダー美人が望む刺激的SEX（6月18日、HALENTINO/妄想族）
- 変態先生のお気に入り 制服肉便器元サヤ調教2（8月27日、シネマジック）
- 初めてのアナルSEX(11月5日、アタッカーズ)